# Jimmu

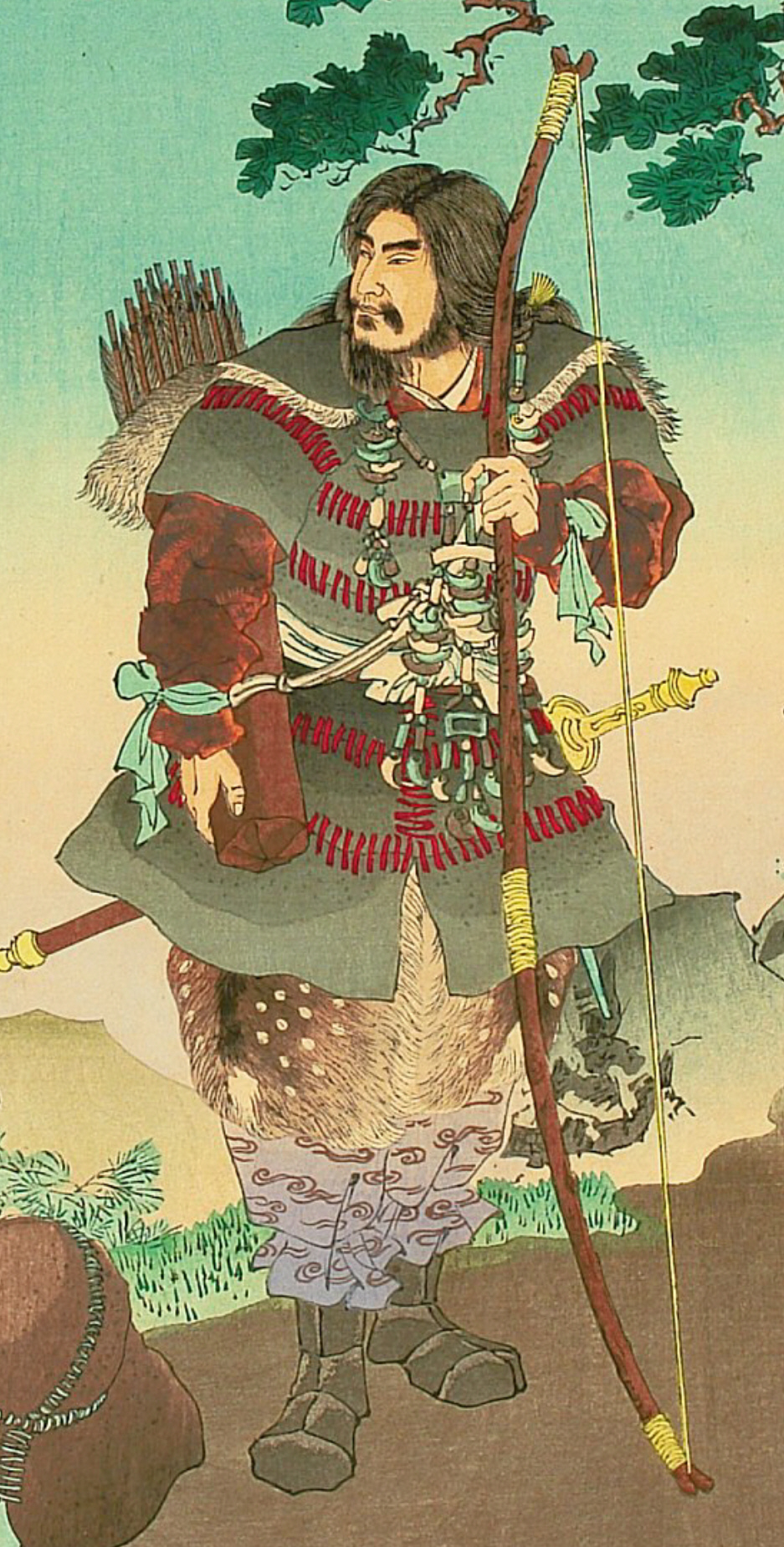
Kaiser Jimmu mit seinem emblematischen Bogen, dem Kinshikyū (金鵄弓), Darstellung von Adachi Ginkō (1891)

Jimmu oder auch Jinmu (japanisch 神武天皇, Jimmu-tennō; * 13. Februar 711 v. Chr. (Kōgo (庚午)/1/1); † 9. April 585 v. Chr. (Jimmu 76/3/11); eigentlich Kamuyamato Iwarebiko no Mikoto) war nach den Reichschroniken Kojiki und Nihonshoki vom 18. Februar 660 v. Chr. (1. Tag des 1. Monats im Jahr des Metall-Hahns) bis 585 v. Chr. der mythische erste Tennō von Japan.
Der Name bedeutet wörtlich „Göttliche Macht“ und wurde ihm nachträglich gegeben, als die japanischen Kaiser begannen, sich chinesisch inspirierte Namen zu geben. Das japanische Kaiserhaus begründet seinen Anspruch auf den Thron mit seiner Abkunft von Jimmu-tennō.

## Abstammung
Der Legende nach ist Jimmu der Urururenkel von Amaterasu, der japanischen Sonnengöttin des Shintō, von der er auch die Drei Reichsinsignien (Schwert, Spiegel und Juwel) erhalten haben soll und somit als erster Kaiser und Gründer des japanischen Reiches 660 v. Chr. bezeichnet wurde.
Entsprechend der japanischen Mythologie soll Amaterasu einen Sohn namens Ame-no-oshi-ho-mimi und durch diesen einen Enkel namens Ninigi no mikoto gehabt haben. Die Sonnengöttin wählte ihren Enkel als Herrscher über die japanischen Inseln aus, wo er Prinzessin Konohana-sakuya heiratete, die jüngere der beiden Töchter des obersten Berggottes Ōyamatsumi.
Der jüngste der drei Söhne von Ninigi und Konohana-sakuya war Hiko-hoho-demi, auch genannt Yamasachi-hiko. Er heiratete Prinzessin Toyotama, die Drachentochter von Ōwatatsumi, des japanischen Meeresgottes und Bruder Amaterasus.
Hikohohodemi no Mikoto und Toyotama wiederum hatten einen einzigen Sohn, Ugaya-fuki-aezu. Der Junge wurde von seinen Eltern nach seiner Geburt ausgesetzt und durch Prinzessin Tamayori aufgezogen, eine jüngere Schwester seiner Mutter. Ugaya-fuki-aezu und seine Tante Tamayori heirateten schließlich und hatten viele Kinder, von denen eines Jimmu war.
Sein Mausoleum (misasagi) ist das Hügelgrab Unebi-yama-no-ushitora-no-sumi-no-misa-sagi (畝傍山東北陵, ‚Kaisergrab nordöstlich des Berges Unebi‘; 34° 29′ 51″ N, 135° 47′ 17″ O) in Kashihara.
Der japanische Historiker Ino Okifu identifiziert Jimmu mit dem Han-chinesischen Entdecker und Magier Xu Fu, der während der Suche nach dem Elixier des ewigen Lebens für Qin Shihuangdi in Japan gelandet sein und sich dort mit über 3000 Männern und Frauen niedergelassen haben soll.

## Mythologische Grundlagen
Trotz der Beschreibungen des historischen Umfeldes, die ihn in das 7. Jahrhundert v. Chr. einordnen, ist Jimmu-tennō nach Ansicht der modernen Geschichtswissenschaft eine mythische Gestalt. Es scheint sich um eine Zusammenfügung mehrerer Fürsten des japanischen Altertums zu handeln.
1889 wurde in Kashihara (Präfektur Nara) zu Jimmus Ehren ein Schrein erbaut, der Kashihara-jingū.

## Gedenktage
Traditionell wurde der Neujahrstag des japanischen Mondkalenders als Jahrestag des Herrschaftsbeginns von Jimmu-tennō gefeiert. 1872 erklärte die Meiji-Regierung den 11. Februar 660 v. Chr. im Gregorianischen Kalender zum Gründungstag Japans. Dieses mythische Datum wurde ab 1872 als Feiertag Kigensetsu („Tag der Regierungsära“) gefeiert, bis dieser 1948 von den Besatzungsmächten abgeschafft wurde. 1966 wurde dieser als Feiertag Kenkoku Kinen no Hi („Nationaler Gründungstag“) wieder eingeführt.